# Шейкер (музыкальный инструмент)
Шейкер (от англ. shaker — «to shake» — трясти) — название целого ряда ударных музыкальных инструментов (перкуссии), используемых для создания ритмов, а также придания музыке оригинального звучания. Представляет собой закрытую ёмкость из твёрдого материала, частично наполненный мелким сыпучим содержимым (крупный песок, дробь, бисер, зёрна растений и т. п.). Шейкеры имеют разнообразные размеры, форму и вид, могут напоминать барный шейкер для коктейлей, иметь форму шара или яйца и т. п.; в качестве шейкера может быть использован и рейнстик. В любительских условиях роль контейнера зачастую исполняют алюминиевые банки из-под газированных напитков.
Шейкеры часто используются в популярных и традиционных музыкальных направлениях (фолк-музыка, этническая, эстрадная музыка, джаз и т. д.).

## Техника игры
Способ звукоизвлечения у шейкера соответствует названию: по нему как правило не ударяют, его сотрясают, перемещая вперед и назад, вверх-вниз. При этом частички наполнителя сталкиваются между собой и с внутренней поверхностью, создавая специфическое звучание инструмента. Более резкие, отрывистые движения обеспечивают более жесткую атаку звука, создавая акцент на определенных долях ритма.
Шейкеры (как правило с деревянным корпусом) также могут иметь рифлёную поверхность для извлечения звука с помощью палочки.
Звук производится обычно с помощью рук, однако на шейкерах можно играть и ногами, прикрепляя их к педалям или непосредственно к обуви для того, чтобы руки исполнителя были свободны — например, для других музыкальных инструментов.